# Framtid och frihet för Italien
Framtid och frihet för Italien, Futuro e Libertà per l'Italia (FLI) är en partigrupp i det italienska parlamentets båda kamrar, bildad den 30 juli 2010 av 34 medlemmar av underhuset. De lämnade Frihetens folk i protest mot Gianfranco Finis uteslutning ur detta parti.

Dessa följdes snart av tio senatorer.

Fini lovade vid brytningen med premiärminister Silvio Berlusconi att "lojalt stödja regeringen så länge den opererar inom regeringsprogrammet" och vid en misstroendeomröstning i underhuset den 4 augusti, mot biträdande justitieminister Giacomo Caliendo, valde FLI att lägga ned sina röster.